# Blackhouse
Et Blackhouse eller på dansk sorthus (irsk: teach dubh [ˌtʲax ˈd̪ˠʊw] ; skotsk gælisk: t(a)igh-dubh  [t̪ʰə ˈt̪uh] ) er en traditionel hustype, som tidligere var almindelig i Irland, Hebriderne og det skotske højland.

## Navnets oprindelse
Oprindelsen af navnet blackhouse er omdiskuteret. Især på Isle of Lewis ser det ud til at være blevet brugt til at skelne de ældre sorte huse fra nogle af de nyere hvide huse. Der kan også være en vis forvirring som følge af den fonetiske lighed mellem dubh, der betyder sort, og tughadh, der betyder stråtækt.

## Beskrivelse
Bygningerne var generelt bygget med dobbelte naturstensmure fyldt med jord i hulrummet. Taget var med træspær tækket med  græstørv med kornhalm eller tagrør. Gulvet var generelt skifer eller pakket jord, og der var et centralt ildsted til bålet. Der var ingen skorsten for røgen at slippe ud gennem. I stedet trængte røgen gennem taget. Dette førte til sodsværtning af interiøret, hvilket også kan have bidraget til, at navnet sorthus blev brugt.
Sorthuset blev brugt til at rumme husdyr såvel som beboelse. Folk boede i den ene ende, og dyrene boede i den anden med en skillevæg imellem sig.

## Lewis sorthuse
Selvom sorthusene  på Isle of Lewis har et udseende af ægte oldtid, blev de fleste af de opretstående ruiner bygget for mindre end 150 år siden. Mange var stadig overdækket indtil 1970'erne  men uden de nødvendige årlige reparationer forværredes det hurtigt; efterhånden som folk flyttede ind i mere moderne boliger med indendørs VVS og bedre varme, er de fleste faldet i ruiner. Blackhouses bliver dog i stigende grad restaureret, især til brug som ferieboliger.
Sorthusene på Lewis har tage stråtækt med halm over græstørv og tykke, stenbeklædte vægge med en jordkerne. Tagtømmer rejser sig fra den indvendige side af væggene og giver en karakteristisk afsats ved væghovedet (tobhta). Dette giver adgang til taget til stråtækning. Både dyrene og beboerne delte den samme dør og boede i hver sin ende af det samme rum. Adskillige lange områder, eller rum, blev normalt bygget ved siden af hinanden, hver af dem havde sin egen ryglinje, der gav dem det meget karakteristiske udseende af Lewis sorthuset.
Sorthusets umiddelbare oprindelse er uklar, da få eksempler fra før det attende århundrede nogensinde er blevet udgravet. En grund til dette er, at i modsætning til deres senere modstykker, kan de tidlige eksempler have været lavet af græstørv og stråtag og hurtigt vendt tilbage til jorden, når de var blevet forladt. Som en af de mest primitive former for den nordatlantiske langhustradition er det meget sandsynligt, at rødderne til sorthuset, hvor kvæg og mennesker delte samme tag, er langt over 1000 år gamle. Lewis-eksemplerne er tydeligvis blevet modificeret til at overleve i de ydre Hebriders barske omgivelser. Lave afrundede tage, med kunstfærdigt reb, blev udviklet til at modstå de stærke atlantiske vinde og tykke vægge for at give isolering og for at understøtte sideværts kræfter fra de korte drivtømmer tagtømmer.